# Ludvig Stoud Platou
 Der er for få eller ingen kildehenvisninger i denne artikel, hvilket er et problem. Du kan hjælpe ved at angive troværdige kilder til de påstande, som fremføres i artiklen.

Ludvig Stoud Platou (født 28. marts 1778 i Slagelse, død 30. november 1833 i Oslo Ladegård) var en danskfødt norsk skolemand, universitetslærer og embedsmand, far till Carl Nicolai Stoud g Fredrik Christian Stoud Platou.
Platou blev student 1795, underkastede sig 1803 den befalede skoleembedseksamen og fik ansættelse ved Kristiana Katedralskole først som adjunkt, senere (1806) som overlærer. Efter Enevold Falsens død overtog han 1808 udgivelsen af det officielle blad Budstikken, der blev organ for Selskabet for Norges Vel, i hvis stiftelse han det følgende år tog ivrig del, og i hvis virksomhed han senere greb ind som en af de ledende. Efter oprettelsen af det norske universitet blev han i januar 1813 udnævnt til professor i historie og statistik; han udførte tillige en del af kvæstors forretninger. 1815 blev han ekspeditionssekretær i 4. departement (Indredepartementet) med bibehold af sin halve professorgage for at holde forelæsninger over statsøkonomi, statistik og geografi. Fra 1825 beklædte han embedet som statssekretær, hvori han 1817—21 havde været konstitueret. Blandt hans mange andre offentlige gøremål skal nævnes, at han repræsenterede Akershus Amt på Stortinget 1824. Ved sin virksomhed som redaktør af de forskellige rækker af Budstikken og af de tidsskrifter, Selskabet for Norges Vel udgav, som frugtbar lejlighedsdigter, men fornemmelig som forfatter af historiske og geografiske lærebøger, der gennem årtier dannede grundlaget for undervisningen i landets skoler, har han plads i litteraturen.